# Tjesnac Severnji
Tjesnac Severnji (rus. Северный Пролив – Sjeverni tjesnac) je tjesnac u zapadnom dijelu Ohotskog mora. Odvaja dva Šantarska otoka: Feklistova na zapadu i Boljšoj Šantar na istoku.

## Povijest
Američki kitolovci koji gađaju grenlandske kitove posjećivali su tjesnac Severnjy od 1850-ih do 1880-ih. Zvali su ga Feklistoff ili Veliki Šantarski prolaz. Brodovi su plovili kroz tjesnac na putu do i izzaljeva Lebjažja ili na putu do Tugurskog zaljeva. Brodovi su se također sidrili u tjesnacu, a brodovi i čamci također su krstarili u potrazi za kitovima u njemu.